# Kinin
A kinin (INN: quinine) egy természetes, láz- és fájdalomcsillapító, valamint gyulladáscsökkentő hatású kristályos alkaloid, szerkezetileg a kinidin sztereoizomerje. 
Íze nagyon keserű.

## Forrásai
A kinint először a dél-amerikai kínafa (Cinchona spp.) kérgéből vonták ki 1817-ben Pierre Joseph Pelletier és Joseph Bienaimé Caventou francia kutatók. A név a kecsua (inka) quina vagy quina-quina szóból ered, mely a fa kérgének neve (szó szerint „szent fakéreg”, vagy „kérgek kérge”).
1820 előtt a kérget kiszárították és finom porrá őrölték, majd belekeverték valamilyen italba (általában borba).

## Felhasználása

### Gyógyszerként
Az indiánok már jóval a malária behurcolása előtt készítettek a hegyekben teát a kínafa kérgéből, mert a főzet izomlazító hatása enyhítette a hideg miatti vacogásukat. Amikor a kecsuák először találkoztak a maláriával, szintén ilyen főzetet ittak, mivel a malária is hidegrázással kezdődik. Ez a főzet a betegség minden másnál hatékonyabb ellenszerének bizonyult, ezért a spanyolok és a portugálok gyorsan eltanulták készítését.
A kinin olyannyira nélkülözhetetlenné vált az afrikai és ázsiai gyarmatosítás során, hogy a meghódított területeken külön kínafaültetvényeket, később pedig kiningyárakat hoztak létre.
A 19. század közepén a britek kezdték el prevenciós céllal használni. Rendkívül erőteljes keserű íze miatt először szeszes italokba — az Afrika partjainál hajózó tengerészek borba, az Indiában állomásozók ginbe — keverték, vízzel és cukorral csak később kezdték el inni. A keserű íz javítására 1895-ben persai Persay Gyula (1855–1924), novai gyógyszerész belajstromoztatta az általa feltalált és „Szörpnek” (Syrupus aromaticus) nevezett szert, a keserű mellékíztől mentes kinint pedig Rozsnyay Mátyás aradi gyógyszerész alkotta meg 1868-ban. Ennek elkészítési módját Rozsnyay közkinccsé tette, így már a Magyar Gyógyszerkönyv 1883-ban megjelent első kiadásának pótkötetében hivatalossá vált, majd a második kiadástól az 1954-es ötödik kiadásig szerepelt benne Chininum tannicum insipidum Rozsnyay néven.

### Nem gyógyászati célokra

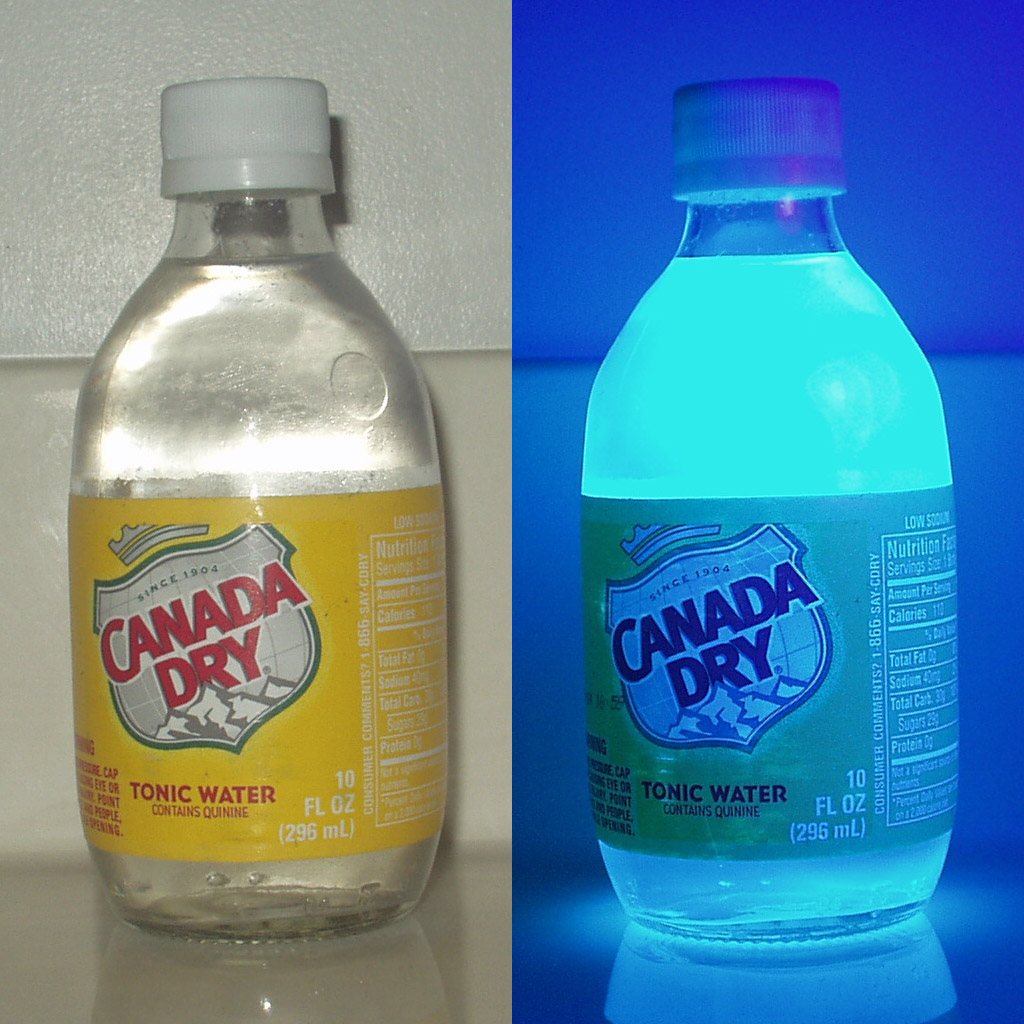
Tonik normál és ultraibolya fényben

A kinint ízanyagként is felhasználják tonikokban és vermutokban. A legenda szerint a maláriaellenes tonikot a nagy mennyiségű kinin keserű íze miatt kezdték a brit gyarmatosítók ginnel keverni és így alakult ki a gin-tonik koktél, amely a világ számos részén elterjedt.
A ma kapható szénsavas tonikok kinintartalma jóval kisebb, mint elődeiké, mivel nem a kinint már nem gyógyhatása, hanem jellegzetes íze miatt keverik a szénsavas vízbe. Az első modern tonikot Jacob Schweppes fejlesztette ki, ugyanis a világon először ő palackozott szénsavval dúsított vizet; az ő első terméke volt a Schweppes Indian Tonic. A cég italai azóta is kizárólag természetes kinint tartalmaznak, másfajta tonikokban azonban a keserű ízt időnként mesterséges kininnel érik el. Különféle aromákkal kombinálva számos koktél és üdítő alkotóeleme.

## Gyógyhatása
A kinin volt az első hatékony gyógyszer a Plasmodium falciparum által okozott malária kezelésére. A 17. században kezdték használni. Egészen az 1940-es évekig ez volt a malária ellen elsőként választandó szer, majd szerepét más gyógyszerek vették át. Bár ma már jóval hatékonyabb maláriaellenes szerek is kaphatók, a kinint még ma is használják e betegség ellen.
A maláriagyógyszerek meggátolják a malária-paraziták hemoglobinbontó képességét, amitől a parazita vagy éhen hal vagy toxikus mennyiségű hemoglobin halmozódik fel benne.

## Mellékhatásai
Hosszas alkalmazása esetén részleges, vagy teljes süketséget, halláskárosodást okozhat. Nem ritkán kininizmust okoz, ritkán (tüdőödéma kialakulása miatt) halált is. A vér glükóz- és elektrolitszintjét monitorozni kell, ha a kinint injekcióban adják. Az első kinininjekció beadása után a beteg szívműködését is vizsgálni kell.

## Gyógyszerkönyv
A VIII. Magyar Gyógyszerkönyvben a következő cikkelyekben szerepel:
| Kinin-hidroklorid | Chinini hydrochloridum |
| Kinin-szulfát     | Chinini sulfas         |